# Otto Lington

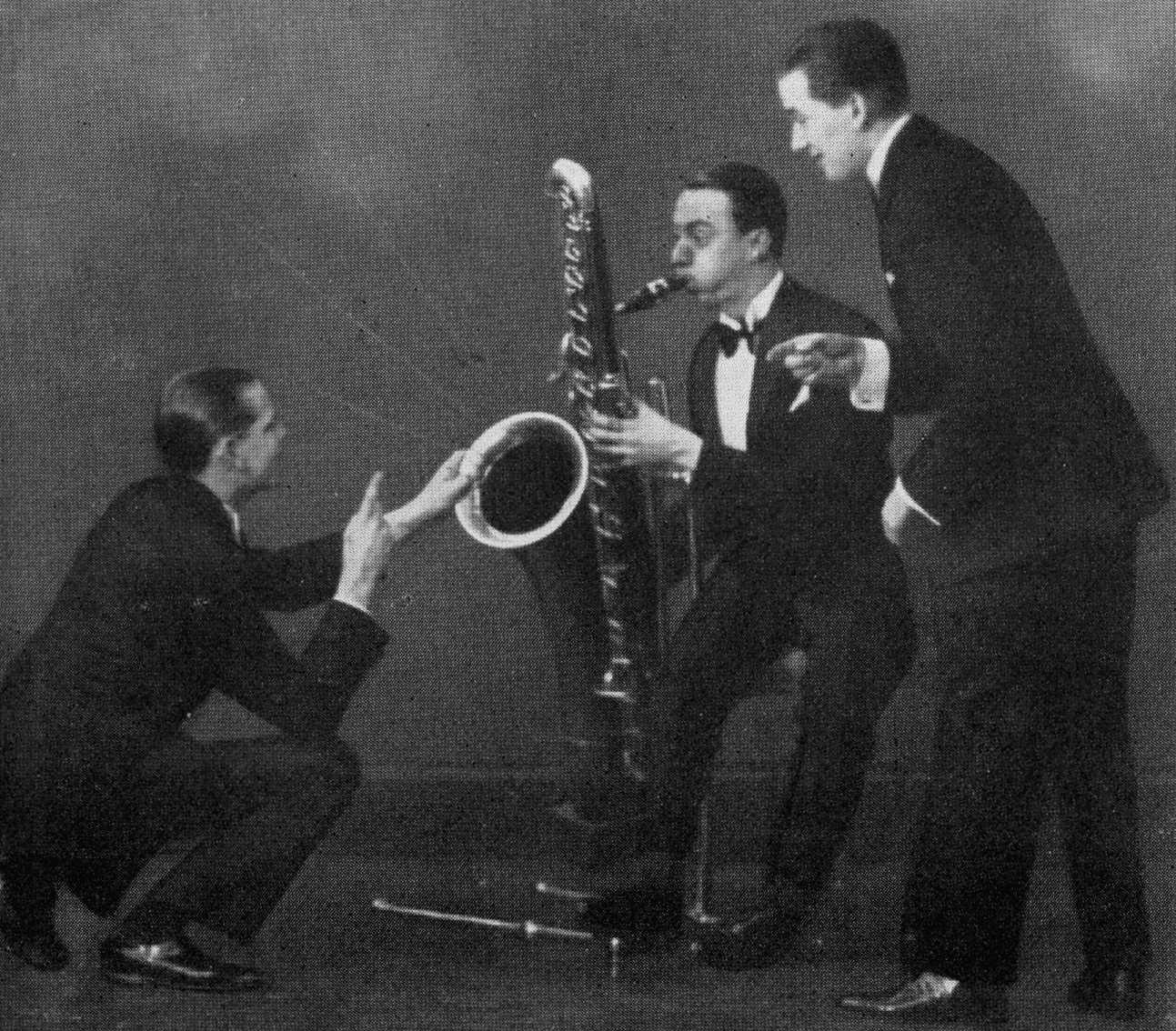
Otto Lington (längst till höger) med trion "We Three" med vilken han spelade på Adlon i Köpenhamn omkring 1927. Övriga musiker i gruppen var Leo Mathisen och Anker Skjoldborg.

Otto Carl Johan Lington, född den 5 augusti 1903 i Köpenhamn, död 15 december 1992, var en dansk musiker (violinist), kompositör, orkesterledare, musikförläggare med mera. 
Lington, som var son till en clown, visade tidigt musikalisk ådra och fick sitt första professionella engagemang som musiker som 14-åring. Han ledde under 1920- och 1930-talen dels egna orkestrar, och satt dels hos andra orkesterledare som Kai Ewans hemma i Danmark, Jack Harris i Sverige och Bernard Etté i Tyskland. 
Otto Lington var en av jazzens pinjärer i Danmark och fick därav smeknamnet Den hvide neger. 1929 genomförde han den första stora jazzkonserten i Danmark där man bland annat framförde George Gershwins Rhapsody in Blue.
Under många år (1951-1952 och 1958-1972) ledde Lington orkestern på Tivoli i Köpenhamn men också på många teatrar, revyetablissement och liknande.
Lington ligger begraven på Søndermark kirkegård i Frederiksberg.

## Filmmusik
- 1934 – Unga hjärtan

## Filmografi roller
- 1932 – Modärna fruar
- 1937 – Mamma gifter sig